# Centre sportif de Nõmme
Le centre sportif de Nõmme (en estonien : Nõmme Spordikeskus) est un complexe pour les activités sportives et de loisirs polyvalentes,  situé dans l'Arrondissement de Nõmme à Tallinn  en Estonie .

## Présentation
Le centre sportif de Nõmme est situé au milieu d'une pinède. 
Le le château de Glehn, le parc Glehn et les sources du parc Glehn se trouvent à 200 mètres du centre.
L'adresse du centre sportif de Nõmme est Kümmallika tänav 15a. 
L'arrêt Trummi de la ligne de bus n° 24A  est à 800 mètres du centre sportif, l'arrêt Kivinuka est à 850 mètres.
Les lignes de bus: 10, 20, 23, 20A et les lignes de trolleybus : 3, 1, 5, 37 passent à proximité du parc.

## Installations sportives

### Parcours de santé de Nõmme-Harku
Durant la saison hivernale, le centre propose des pistes de ski éclairées et balisées, longues de 1, 2, 2,45, 2,55, 3, 5, 15 km qui permettent l'entraînement des clubs sportifs, les compétitions et le ski récréatif. 
Les pistes du centre sportif sont reliées aux pistes de la forêt du parc Harku. 
Le circuit de cinq kilomètres de long est situé sur le territoire du parc naturel de Nõmme-Mustamäe.
En période hivernale, les sentiers sont recouverts de neige artificielle si nécessaire, pour laquelle le centre dispose d'un enneigeur moderne, les sentiers sont régulièrement entretenus. Pendant la période estivale, il est possible de pratiquer le vélo, la course, la marche et d'autres sports récréatifs sur les pistes mentionnées.
Le sentier de randonnée du parc Glehn fait partie des sentiers de santé Nõmme-Harku.

### Stade Hiiu
Le stade Hiiu de gazon artificiel géré par le Centre sportif Nõmme permet de jouer au football toute l'année. Des entraînements et compétitions athlétiques peuvent également être organisés au stade.

### Tremplins de saut à ski de Mustamäe
Les tremplins de saut à ski et la piste de slalom de Mustamäe accueillent les amateurs de sports d'hiver plus extrêmes. À côté des tours de saut a ski, la piste de ski de fond neige la plus longue et la plus rapide d'Estonie est ouverte. Les tremplins de saut à ski sont de tailles K50, K25, K18, K10.

### Parc d'aventure
Le parc d'aventure pour enfants est un parc d'accrobranche dans les arbres, mais il est situé sur des plates-formes basses. La plupart des plates-formes se trouvent à environ 0,7 mètre à 1,2 mètre du sol.
Les enfants disposent de 2 parcours terminés par des tyroliennes.
Il s'adresse principalement aux enfants âgés de 2 à 7 ans.
Les petits aventuriers disposent de leur propre harnais, mais grimpent toujours sous la surveillance de leurs parents. Les adultes peuvent marcher gratuitement sur le terrain et apporter leur aide si nécessaire,.